# Kim Collins
Kim Collins (Monkey Hill Village, 5 de abril de 1976) é um ex-atleta de São Cristóvão e Neves, campeão mundial dos 100 metros rasos em 2003 com o tempo de 10'07.
Os seus recordes pessoais são de 9s93 nos 100 m (2016) e 20s20 nos 200 m (2001).
É considerado o maior e mais conhecido atleta de São Cristóvão de Neves, pequeno país caribenho.